# Jacob Walldorff
Jacob Walldorff, född 1674 i Askeryds socken, död 5 augusti 1728 i Slaka socken, var en svensk präst.

## Biografi
Walldorff föddes 1674 på Ingvaldstorp i Askeryds socken. Han var son till bonden Isak Jacobsson och Märta Andersdotter. Walldorff började sina studier i Linköping och blev 14 oktober 1698 student vid Uppsala universitet. Han blev filosofie magister där 7 juni 1710. Walldorff blev konsistorienotarie i Linköping 1712. Han prästvigdes 28 maj 1718. År 1721 blev han lektor i grekiska och kyrkoherde i Slaka församling. Walldorff blev 1722 andre teologie lektor och 1724 förste teologie lektor. Han avled 5 augusti 1728 i Slaka socken.

### Familj
Walldorff gifte sig 12 september 1714 med Rebecca Collin (1694-1766). Hon var dotter till kyrkoherden Constans Collin i Söderköpings församling. Hon gifte om sig efter Walldorffs död med kyrkoherden Nicolaus Danielis Ekerman i Flisby.